# Patrick Bevin
Patrick Bevin (født 15. februar 1991 i Taupō) er en tidligere cykelrytter fra New Zealand, der senest kørte for Team DSM-Firmenich PostNL.